# Zaina Kapepula
Zaina Kapepula (ur. 14 sierpnia 1975 w Lubumbashi) – koszykarka z Demokratycznej Republiki Konga, olimpijka.
Wraz z reprezentacją narodową wystąpiła na Letnich Igrzyskach Olimpijskich 1996 w Atlancie. Wzięła udział w czterech spotkaniach z siedmiu, które rozegrała jej drużyna na tych igrzyskach. Kapepula zdobyła w nich osiem punktów. Dokonała także dwóch zbiórek, trzy faule, jednej straty i dwóch przechwytów. Jej drużyna uplasowała się na ostatnim 12. miejscu.